# العلاقات الأنغولية الفلبينية
العلاقات الأنغولية الفلبينية هي العلاقات الثنائية التي تجمع بين أنغولا والفلبين.

## مقارنة بين البلدين
هذه مقارنة عامة ومرجعية للدولتين:
| وجه المقارنة                                              | أنغولا           | الفلبين                       |
| --------------------------------------------------------- | ---------------- | ----------------------------- |
| المساحة (كم2)                                             | 1.25 مليون       | 343.45 ألف                    |
| عدد السكان (نسمة)                                         | 29.78 مليون      | 104.92 مليون                  |
| الكثافة السكانية (ن./كم²)                                 | 23.82            | 305.49                        |
| العاصمة                                                   | لواندا           | مانيلا                        |
| اللغة الرسمية                                             | اللغة البرتغالية | اللغة الفلبينية، لغة إنجليزية |
| العملة                                                    | كوانزا أنغولي    | بيسو فلبيني                   |
| الناتج المحلي الإجمالي (بليون دولار)                      | 124.21 مليار     | 313.60 مليار                  |
| الناتج المحلي الإجمالي (تعادل القوة الشرائية) بليون دولار | 184.83 مليار     | 743.90 مليار                  |
| الناتج المحلي الإجمالي الاسمي للفرد دولار أمريكي          | 4.10 ألف         | 2.90 ألف                      |
| الناتج المحلي الإجمالي للفرد دولار أمريكي                 |                  | 7.39 ألف                      |
| مؤشر التنمية البشرية                                      | 0.533            | 0.668                         |
| رمز المكالمات الدولي                                      | +244             | +63                           |
| رمز الإنترنت                                              | .ao              | .ph                           |
| المنطقة الزمنية                                           | ت ع م+01:00      | توقيت الفلبين                 |

## منظمات دولية مشتركة
يشترك البلدان في عضوية مجموعة من المنظمات الدولية، منها:
| علم المنظمة | اسم المنظمة                        | تاريخ انضمام أنغولا | تاريخ انضمام الفلبين |
| ----------- | ---------------------------------- | ------------------- | -------------------- |
|             | الاتحاد الدولي للاتصالات           | 13 أكتوبر 1976      | 25 مايو 1912         |
|             | منظمة حظر الأسلحة الكيميائية       | ?                   | ?                    |
|             | منظمة التجارة العالمية             | ?                   | 1995                 |
|             | منظمة الشرطة الجنائية الدولية      | ?                   | ?                    |
|             | الأمم المتحدة                      | 1 ديسمبر 1976       | 24 أكتوبر 1945       |
|             | يونسكو                             | 11 مارس 1977        | 21 نوفمبر 1946       |
|             | البنك الدولي للإنشاء والتعمير      | 19 سبتمبر 1989      | 27 ديسمبر 1945       |
|             | وكالة ضمان الاستثمار متعدد الأطراف | 19 سبتمبر 1989      | 8 فبراير 1994        |
|             | مؤسسة التنمية الدولية              | 19 سبتمبر 1989      | 28 أكتوبر 1960       |
|             | مؤسسة التمويل الدولية              | 19 سبتمبر 1989      | 12 أغسطس 1957        |
|             | الاتحاد البريدي العالمي            | ?                   | ?                    |

## وصلات خارجية
- موقع وزارة الخارجية الأنغولية
- موقع وزارة الخارجية الفلبينية